# Kleiweg (Rotterdam)
De Kleiweg is een oude weg tussen de Rotterdamse wijken Overschie en Hillegersberg. De Kleiweg bestaat van west naar oost uit de Oude Kleiweg tussen de Rotterdamse Schie en de Overschiese Kleiweg, de Overschiese Kleiweg ten westen van het Franciscus Gasthuis en de Kleiweg die in het Kleiwegkwartier loopt tot aan de Straatweg.
De Kleiweg volgt een oude kreekrug tussen de Schie en de Rotte. Het eerste deel van deze kreekrug bepaalt tegenwoordig het verloop van de Rotterdamse Rijweg in Overschie. Aan de Kleiweg was de eerste bewoning van dit gebied: van hieruit werden in de Middeleeuwen de omringende gebieden ontgonnen. Het gebied rond de Overschiese Kleiweg heeft zijn landelijke karakter behouden, de Kleiweg in het Kleiwegkwartier is opgenomen in de Rotterdamse bebouwing.
Bij de kruising van de Kleiweg met de Hofplein-spoorlijn bevond zich Station Rotterdam Kleiweg. Dit station is in het kader van de aanleg van RandstadRail gesloten en verplaatst naar de Melanchtonweg. In 1960 kreeg de Kleiweg een dubbelsporige trambaan en bij het station kwam een keerlus. Waar voorheen de trams via de Hillegondastraat/Kootsekade draaiden, namen ze nu de nieuwe bocht bij de Straatweg. Na een aantal lijnwijzigingen doet de Rotterdamse tramlijn 6 de Kleiweg aan en rijdt naar het Heemraadsplein.
De benaming Kleiweg komt op meerdere plaatsen in Nederland voor. De Lange Kleiweg is de oude weg van Delft naar Oud Rijswijk.
Ajaxstraat ·
Bergse Dorpsstraat ·
Bergweg ·
Grindweg ·
Kleiweg ·
Molenlaan ·
Ringdijk ·
Straatweg ·
Wildersekade